# Dorfkirche Eichstedt

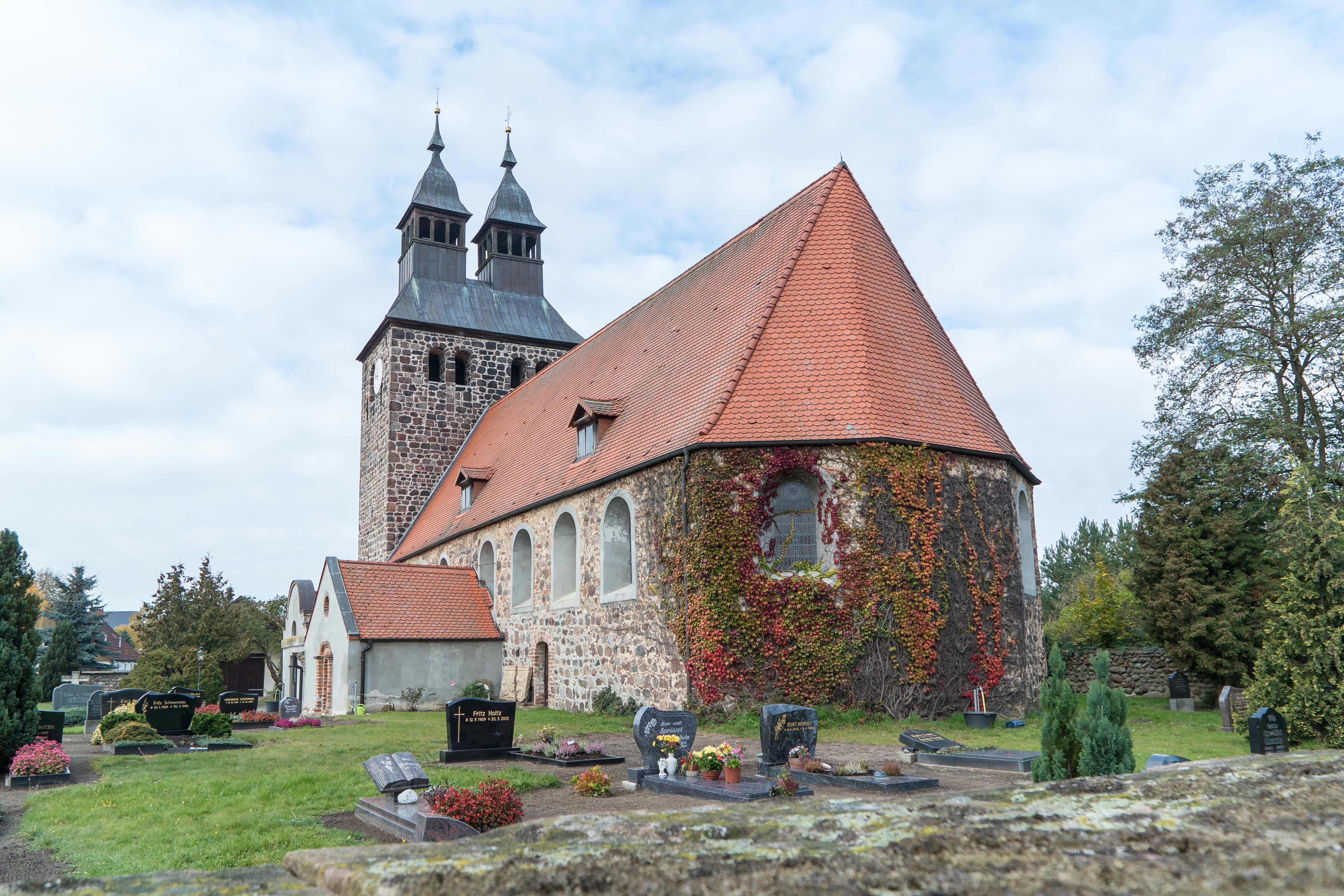
Dorfkirche Eichstedt

Die evangelische Dorfkirche Eichstedt ist eine im Kern romanische, barock umgebaute Saalkirche in Eichstedt (Altmark) im Landkreis Stendal in Sachsen-Anhalt. Sie gehört zum Pfarrbereich Klein Schwechten im Kirchenkreis Stendal der Evangelischen Kirche in Mitteldeutschland.

## Geschichte und Architektur
Die Kirche wurde ursprünglich als vierteiliger romanischer Feldsteinbau mit schiffsbreitem Westturm erbaut, der 1230 vom Bischof von Havelberg geweiht wurde. Ein eingreifender Umbau erfolgte unter Johann Christian II. von Eichstedt in den Jahren 1724/1725, wobei die Ostteile abgebrochen und das Schiff etwa um das Doppelte nach Osten verlängert und mit einem dreiseitigen Schluss versehen wurde. Im Jahr 1776 wurden alle Fenster erneuert und die beiden barocken Turmhelme mit Welschen Hauben und offenen quadratischen Laternen in den Achsen der gepaarten rundbogigen Schallöffnungen erbaut.
An der Südseite des Schiffs wurde ein barocker Gruftanbau errichtet, der 1930 als Begräbniskapelle ausgebaut wurde. Instandsetzungen erfolgten in den Jahren 1891 und 1958.
Das Innere des als Gruft genutzten Westbaus ist durch ein querliegendes Tonnengewölbe gedeckt, die beiden rundbogigen Durchgänge zum Schiff sind vermauert. Das Schiff ist durch eine Holzbalkendecke mit vegetabiler Bemalung gedeckt.

## Ausstattung
Die hölzerne Kanzel stammt von einem Kanzelaltar aus dem Jahr 1724, der polygonale Korb ist mit gedrehten Ecksäulchen und Gemälden der Evangelisten in den Füllungen versehen. Die Sandsteintaufe in achteckiger Kelchform stammt vom Anfang des 15. Jahrhunderts. Ein hölzerner Kruzifixus ist auf das Jahr 1624 datiert. Das Holzrelief der Muttergottes im Strahlenkranz, das möglicherweise einst als Schlussstein diente, wurde in den Jahren 1460/1470 geschaffen und um 1930 restauriert, der kreisförmige Rahmen wurde neu geschaffen.
Die Orgel in einem Prospekt mit geschnitzten Wangen ist ein Werk von Johann Georg Helbig aus dem Jahr 1738 mit 13 Registern auf einem Manual und Pedal, das 2004 durch Schuke Orgelbau restauriert wurde. Die schlichten hölzernen Emporen stammen aus den Jahren 1757 und 1761, sind mit gemalten Wappen in den Brüstungsfeldern versehen und wurden 1958 zur Orgelempore verkürzt. Eine Bronzeglocke wurde um 1230 geschaffen. Sie trägt am Hals über und zwischen Stricklinien die Aufschrift in Majuskeln: „IHS LAA XPS AwG • Sancta maria + sca • katerina + Sct. Pancrativs + Dvm • sonat hoc • signvm • fvgiat pcvi • ome malignvm •“ (dum sonat hoc signum, fugiat procul omne malignum – Wenn dieses Zeichen ertönt, möge alles Böse fliehen). Zwei weitere Glocken wurden 1931 von Stormer in Erfurt gegossen.
An der südlichen Chorwand sind außen mehrere qualitätvolle barocke Grabplatten angebracht.